# 広葉樹
広葉樹（こうようじゅ、闊葉樹〈かつようじゅ〉ともいう）とは、葉が広く平たいサクラやケヤキ、ブナなどの被子植物に属す木本のことである。広葉樹で構成される森林は広葉樹林と称される。
双子葉植物が圧倒的に多いが、ヤシ科、リュウゼツラン科など、単子葉植物も少数ながらある。常緑性と落葉性の樹木があり、それぞれ常緑広葉樹、落葉広葉樹と呼ばれる。温帯から熱帯を中心に多く分布している。針葉樹に対する。
被子植物のことであるので、分類学上裸子植物であるイチョウやソテツ類は、ヘゴなどの木性シダ類とともに、葉が広くても広葉樹でも針葉樹でもない。